# Lanceros (México)

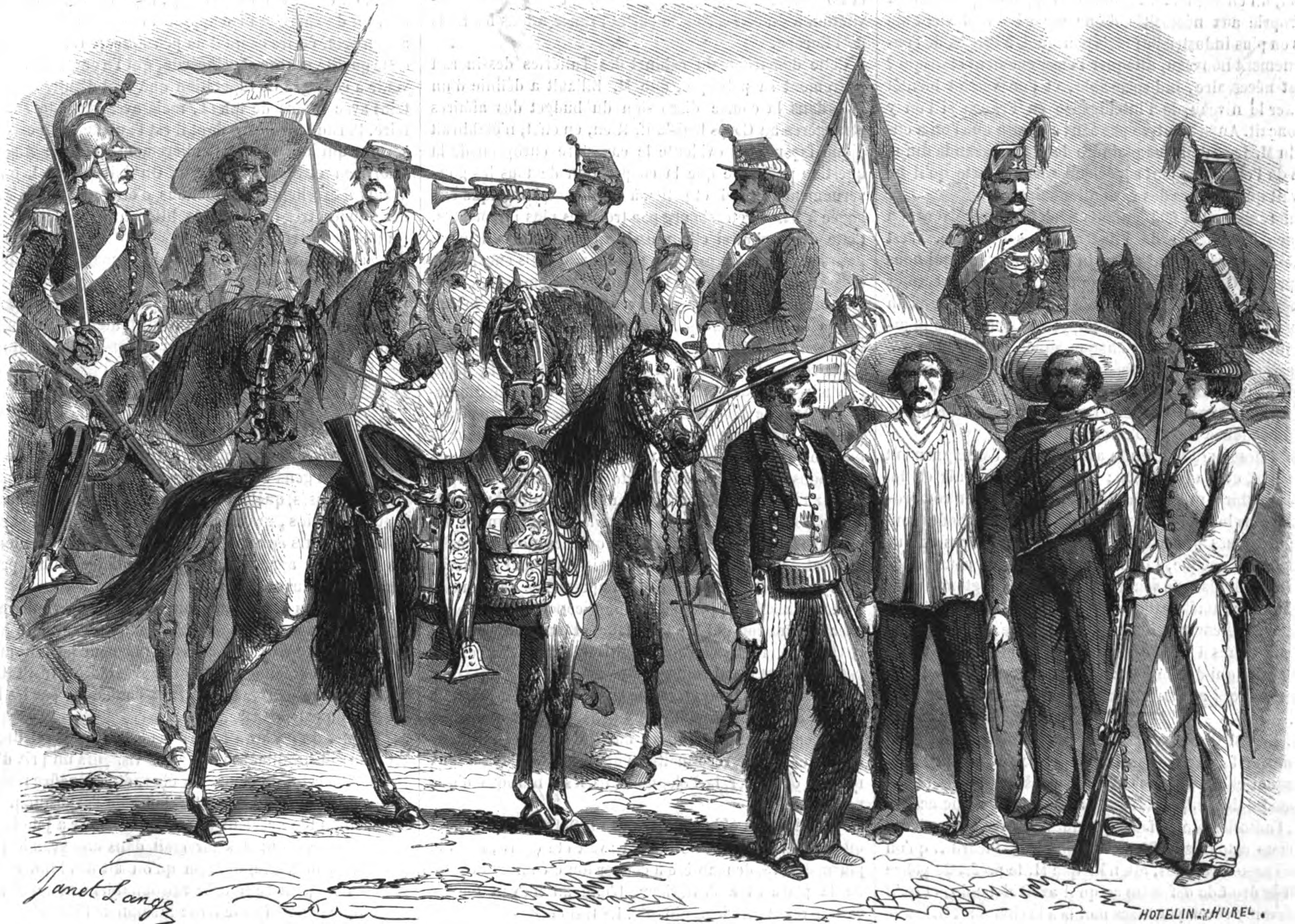
Soldados del Ejército Mexicano: Lanceros irregulares y de la brigada de Zacatecas en el fondo durante la segunda guerra contra Francia.

Los Lanceros fueron una unidad de élite del ejército mexicano entre 1839-1878. 
Unidad de Caballería Ligera que, falto de arma de fuego, combatía con una lanza de 3 varas de largo y una cuchilla de un palmo, cargando contra el enemigo en escuadrón compacto sin romper filas. 
Los más famosos fueron los Lanceros de Jalisco. Este devastador ataque, el as bajo la manga de las fuerzas armadas mexicanas del siglo XIX, tuvo entre sus víctimas a soldados tejanos (1836), estadounidenses (Guerra entre México y Estados Unidos, 1845-1848), franceses (Invasión francesa de México 1862-1867) y tropas federales durante la Revolución mexicana (1910-1921), conflicto tras el cual la lanza fue retirada como arma ofensiva del arsenal de la caballería mexicana.
- Datos: Q5969825